# Juri Alexandrowitsch Borissow

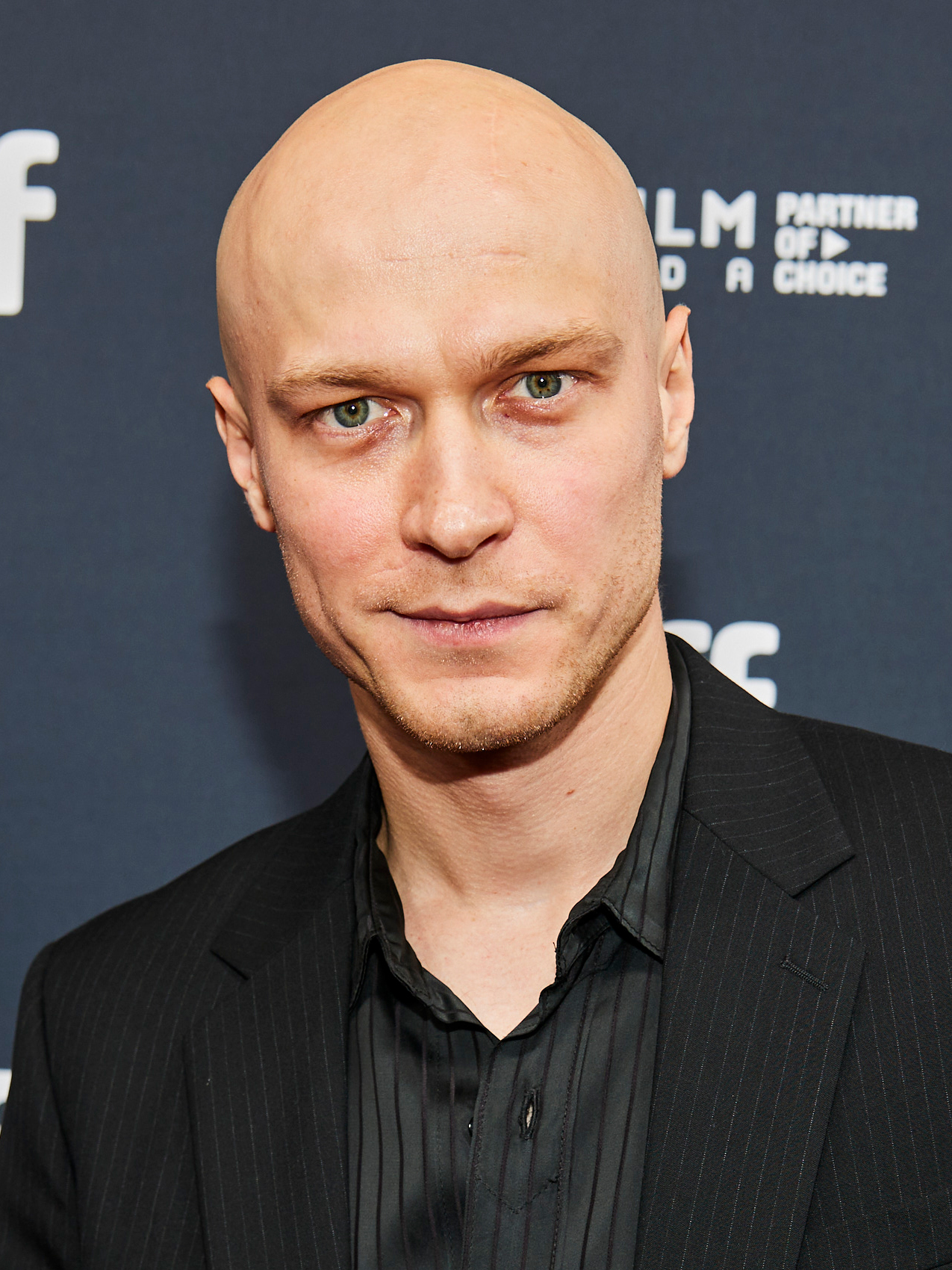
Juri Borissow (2024)

Juri („Jura“) Alexandrowitsch Borissow (russisch Ю́рий Алекса́ндрович Бори́сов; * 8. Dezember 1992 in Reutow, Oblast Moskau) ist ein russischer Schauspieler. Seit Beginn der 2010er-Jahre hat er an über 50 Film- und Fernsehproduktionen mitgewirkt. Internationale Bekanntheit brachten ihm unter anderem seine preisgekrönten Rollen in den Spielfilmen Abteil Nr. 6 (2021) und Anora (2024) ein.

## Leben und Karriere

### Ausbildung und Familie
Juri Borissow wurde in der Nähe von Moskau geboren. In seiner Jugend bewegungsfreudig und nachdenklich liebäugelte er damit, Architekt oder Journalist zu werden oder zu reisen. Er kam eigenen Angaben zufolge nur durch Zufall zur Schauspielerei. Kurz vor Ende der Schule bewarb sich der 16-Jährige aus Zeitmangel an der Schtschepkin-Theaterhochschule. Borissow wurde angenommen und studierte an der Einrichtung, die dem Maly-Theater angegliedert ist. Seine Schauspielausbildung schloss er im Jahr 2013 ab.
Borissow ist seit 2014 mit der zwei Jahre älteren Schauspielerin Anna Schewtschuk verheiratet. Aus der Ehe gingen zwei Töchter hervor. Er lernte seine Frau im Alter von 16 Jahren während des gemeinsamen Studiums an der Schtschepkin-Theaterhochschule kennen und heiratete sie nach Ende ihrer Ausbildung.

### Erfolge im russischen und internationalen Kino
Bereits während seiner Schauspielausbildung übernahm Juri Borissow Rollen in russischen Filmen und Fernsehserien. Seine erste Hauptrolle bekleidete er 2010 in der Serie U kaschdowo swoja woina (dt. etwa: „Jeder hat seinen eigenen Krieg“). In den Jahren 2013 bis 2014 gehörte er dem Ensemble des staatlichen Theaters Satirikon an. Preisgekrönt wurde er zu dieser Zeit für seine Leistung in Michail Bulgakows Theaterstück Sojas Wohnung. Borissow verließ das Theater, da er sich mit den Routinen und zahlreichen Wiederholungen nicht anfreunden konnte und sich lieber intensiv einer zu spielenden Figur annähert. Auch beklagte er den Umstand, dass er „schnell“ ausbrenne.
Den Durchbruch als Kinodarsteller in Russland ebnete Borissow die Titelrolle des russischen Kleinkriminellen Anton Bykow in Boris Akopows The Bull (2019). Die im Jahr 1997 angesiedelte Milieustudie um Bandenkriminalität wurde unter anderem auf dem Internationalen Filmfestival Karlovy Vary gezeigt und brachte dem Schauspieler seine erste Nominierung für den russischen Filmpreis Goldener Adler ein. Weitere Hauptrollen in russischen Historienfilmen folgten, darunter die des Waffenkonstrukteurs Michail Kalaschnikow in Konstantin Buslows AK-47 – Kalaschnikow (2020) und die eines jungen Geheimpolizisten in Captain Volkonogov Escaped (2021), der in der Ära der stalinistischen „Säuberungen“ in den 1930er-Jahren selbst ins Visier seiner Behörde gerät. In Michael Lokschins romantischem Historiendrama Silver Skates (2020) übernahm Borissow die Nebenrolle des Aleks, Anführer einer Bande von Taschendieben. Für AK-47 – Kalaschnikow gewann er 2021 den Goldenen Adler als bester Hauptdarsteller, für Captain Volkonogov Escaped 2022 den Weißen Elefanten, die Auszeichnung der Russischen Filmkritikervereinigung.
Einem internationalen Kinopublikum wurde Borissow im Jahr 2021 durch Juho Kuosmanens Abteil Nr. 6 und Kirill Serebrennikow Petrov’s Flu bekannt, die beide Einladungen in den Hauptwettbewerb des Filmfestivals von Cannes erhielten. In Abteil Nr. 6 stellte er an der Seite von Seidi Haarla den lauten, distanzlosen Minenarbeiter Ljocha dar, der sich während einer Zugfahrt Anfang der 1990er-Jahre nach Murmansk das titelgebende Abteil mit einer finnischen Archäologie-Studentin teilen muss. Diese Leistung brachte Borissow unter anderem die Darstellerpreise der Filmfestivals von São Paulo und Valladolid sowie Nominierungen für den Europäischen Filmpreis, den finnischen Jussi und erneut für den Goldenen Adler ein.

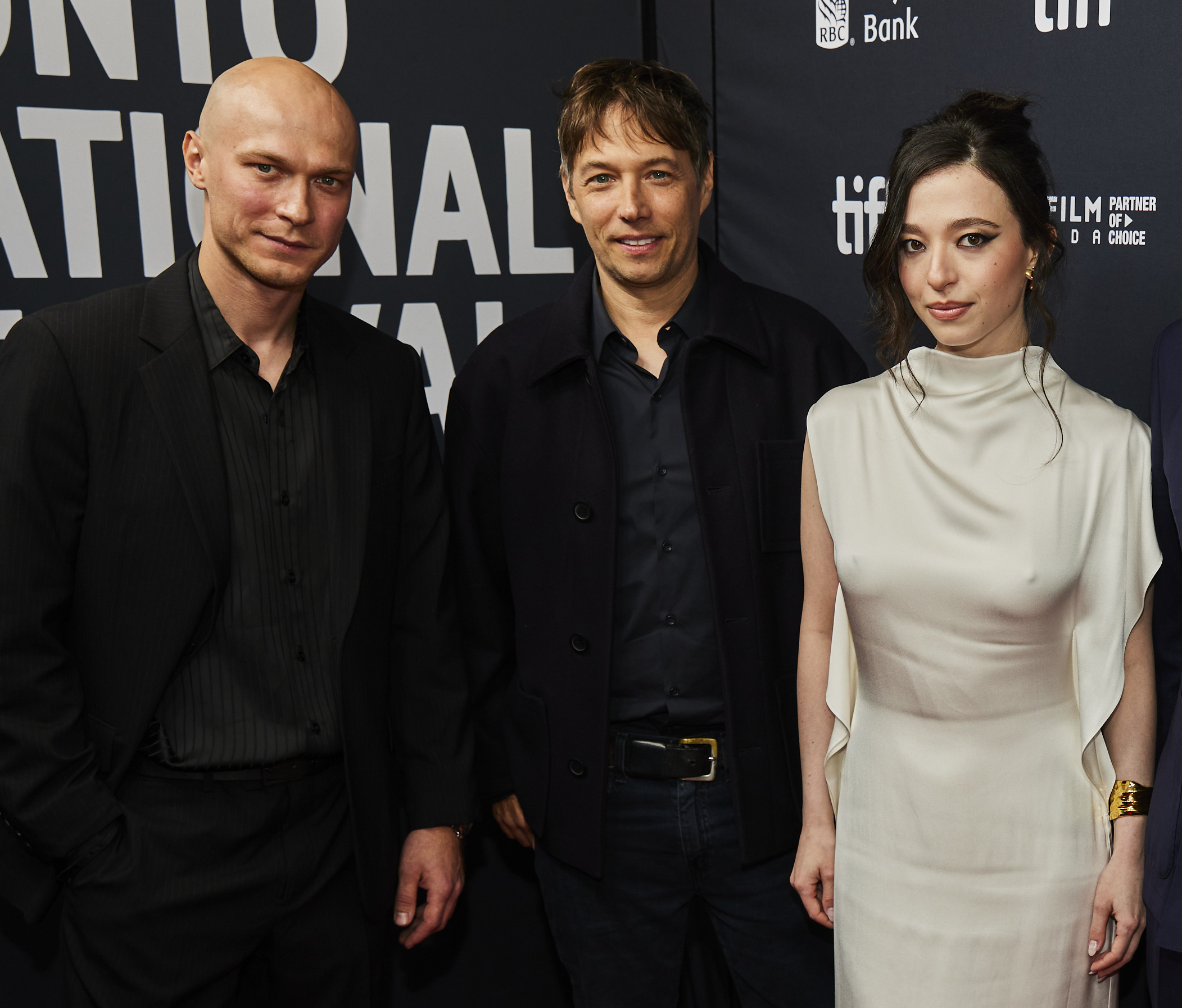
Borissow gemeinsam mit Anora-Regisseur Sean Baker und Hauptdarstellerin Mikey Madison (2024)

Im Jahr 2023 übernahm Borissow die Hauptrolle in Kirill Kemniz' russischen Thriller Centaur. Für den Part des geheimnisvollen Taxifahrgasts Aleksandr erhielt er ein Jahr später seine dritte Nominierung für den russischen Filmpreis Nika, nach Silver Skates (2021 als Bester Nebendarsteller) und Captain Volkonogov Escape (2022 als Bester Hauptdarsteller). Zur gleichen Zeit nahm der US-amerikanische Regisseur Sean Baker mit Borissow Kontakt auf. Er hatte den Schauspieler im Jahr 2021 durch Abteil Nr. 6 des befreundeten Regisseurs Juho Kuosmanen beim Filmfestival von Cannes entdeckt. Baker bot ihm ohne Vorsprechen eine Rolle in seiner Tragikomödie Anora (2024) neben Mikey Madison an. In dem Film ist Borissow als kahlköpfiger russischer Schläger Igor zu sehen, der dabei mithelfen soll, die Ehe eines Oligarchensohns und einer amerikanischen Sexarbeiterin zu annullieren. Obwohl es Borissows erste Mitwirkung an einer US-amerikanischen Produktion war, empfahl er seinen jungen Landsmann Mark Eidelschtein für die Rolle des Oligarchensohns weiter. Auch ließ Regisseur Baker dem improvisationsfreudigen Schauspieler bei den Dreharbeiten in den USA viel Freiraum, was Borissow als „die interessanteste Art zu filmen“ kommentierte.
Anora wurde beim Filmfestival von Cannes 2024 mit dem Hauptpreis Goldene Palme geehrt. Dieser Meldung wurde laut Borissow von russischen Landsleuten wie ein „Olympiasieg“ aufgefasst. In seiner Heimat Russland wurde er daraufhin vielfach als Privatperson beglückwünscht. Borissow selbst erhielt für sein subtiles, nonverbales Spiel ebenso Kritikerlob und mehrere Auszeichnungen. Unter anderem wurde ihm der Los Angeles Film Critics Association Award für die beste Nebenrolle verliehen sowie Nominierungen für den Oscar, Golden Globe Award, Gotham Award, Independent Spirit Award, Screen Actors Guild Award und Critics’ Choice Movie Award zuteil.
Im Jahr 2025 soll Felix Umarows Filmbiografie The Poet veröffentlicht werden, in der Borissow in die Rolle des russischen Nationaldichters Alexander Puschkin schlüpft.

## Filmografie (Auswahl)
- 2010: U kaschdowo swoja woina (Fernsehserie)
- 2018: T-34
- 2019: The Bull (Byk)
- 2021: Abteil Nr. 6 (Kupe nomer 6)
- 2021: Petrov’s Flu
- 2021: Captain Volkonogov Escaped (Kapitan Wolkonogow beschal)
- 2020: AK-47 – Kalaschnikow (AK 47 – 2020)
- 2020: Silver Skates (Serebrjanyje konki)
- 2023: Centaur (Kentawr)
- 2023: Der Meister und Margarita (Master i Margarita, nur Stimme)
- 2024: Anora

## Auszeichnungen (Auswahl)
Borissow wurde im Laufe seiner Karriere für mehr als zwei Dutzend russische sowie internationale Film- und Festivalpreise nominiert, von denen er mehrere gewinnen konnte:
- 2020: Nominierung für den Goldenen Adler – The Bull (Bester Hauptdarsteller)
- 2021: Nominierung für den Goldenen Adler – AK-47 – Kalaschnikow (Bester Hauptdarsteller)
- 2021: Nominierung für den Nika – Silver Skates (Bester Nebendarsteller)
- 2021: Nominierung für den Europäischen Filmpreis – Abteil Nr. 6 (Bester Darsteller)
- 2021: Filmfestival São Paulo – Abteil Nr. 6 (Bester Darsteller)
- 2021: Filmfestival von Valladolid – Abteil Nr. 6 (Bester Darsteller)
- 2022: Nominierung für den Goldenen Adler – Captain Volkonogov Escaped (Bester Hauptdarsteller)
- 2022: Nominierung für den Jussi – Abteil Nr. 6 (Bester Hauptdarsteller)
- 2022: Nominierung für den Nika – Captain Volkonogov Escaped (Bester Hauptdarsteller)
- 2022: Weißer Elefant der Russischen Filmkritikergilde – Captain Volkonogov Escaped (Bester Hauptdarsteller)
- 2024: Nominierung für den Nika – Centaur (Bester Hauptdarsteller)
- 2024: Nominierung für den Gotham Award – Anora (Beste Nebenrolle)
- 2024: Los Angeles Film Critics Association Award – Anora (Beste Nebenrolle)
- 2024: Toronto Film Critics Association Award – Anora (Bester Nebendarsteller)
- 2025: Nominierung für den Oscar – Anora (Bester Nebendarsteller)
- 2025: Nominierung für den Critics’ Choice Movie Award – Anora (Bester Nebendarsteller)
- 2025: Nominierung für den Golden Globe Award – Anora (Bester Nebendarsteller)
- 2025: Nominierung für den Independent Spirit Award – Anora (Beste Nebenrolle)
- 2025: Nominierung für den London Critics’ Circle Film Award – Anora (Bester Nebendarsteller)
- 2025: Nominierung für den Satellite Award – Anora (Bester Nebendarsteller)
- 2025: Nominierung für den Screen Actors Guild Award – Anora (Bester Nebendarsteller)